# Sovetsky (huyện của Mari El)
Huyện Sovetsky (tiếng Nga: ? райо́н) là một huyện hành chính tự quản (raion), của Cộng hòa Mari El, Nga. Huyện có diện tích 788 kilômét vuông, dân số thời điểm ngày 1 tháng 1 năm 2000 là 34000 người. Trung tâm của huyện đóng ở Sovetsky.